# Maldanella parafibrillata
Maldanella parafibrillata är en ringmaskart som beskrevs av Detinova 1982. Maldanella parafibrillata ingår i släktet Maldanella och familjen Maldanidae. Inga underarter finns listade i Catalogue of Life.